# 正和 (商社)
株式会社正和（せいわ）は、日本の電化製品総合商社である。

## 営業拠点（令和元年7月現在）
- 支店：旭川・帯広・札幌・八戸・盛岡
  - 営業所：函館・山形・東京

## 沿革
- 1964年（昭和39年）3月20日  北見市において正和電線商事として創業者西田照一個人営業で創業。
- 1966年（昭和41年）3月20日  株式会社正和電線商事設立　代表取締役社長　西田照一。
- 1969年（昭和44年）3月20日  帯広営業所開設　のち昭和47年(株)正和電線帯広として独立。
- 1971年（昭和46年）3月20日  釧路営業所開設　のち昭和51年(株)正和電線釧路として独立。
- 1978年（昭和53年）9月20日  (株)正和北見、(株)正和釧路、(株)正和帯広と社名変更。
- 1979年（昭和54年）10月20日  (株)正和北見札幌営業所開設。
- 1981年（昭和56年）10月20日  (株)正和釧路旭川営業所開設　のち平成10年(株)正和旭川として独立。
- 1989年（平成元年）3月20日  八戸営業所開設　のち平成2年(株)正和帯広八戸支店に変更。
- 1990年（平成2年）2月18日  (株)正和北見を(株)正和と社名変更。  (株)正和北見札幌営業所を、(株)正和札幌支店に変更。1991年（平成3年）に石狩新港卸センターへ移転。
- 2000年（平成12年）3月21日  株式会社正和に(株)正和帯広、(株)正和旭川を合併し新会社設立。帯広、旭川、八戸を支店とする。代表取締役に渡邊義輝就任。 
  - 4月20日  株式会社グラソン設立。
- 2003年（平成15年）10月1日  (株)正和盛岡営業所開設。
- 2007年（平成19年）9月21日  (株)正和東京出張所開設。
- 2008年（平成20年）4月21日  (株)正和仙台営業所開設。
- 2012年（平成24年）4月21日  (株)北海道ソーラーシステム設立。
- 2013年（平成25年）4月1日  代表取締役に安藤清己就任。
- 2014年（平成26年）6月1日 (株)正和函館営業所開設
  - 9月21日	株式会社グラソンを吸収合併
- 2016年（平成28年）9月21日 (株)正和盛岡営業所と(株)正和仙台営業所を統合し、(株)正和盛岡支店とする。(株)正和山形営業所開設

## 取扱メーカー（五十音順）
- アイホン
- アイリスオーヤマ
- アンドーインターナショナル
- イシカリ
- SNXコーポレーション
- NECライティング
- FDK（旧・富士電気化学）
- エムケー精工
- エレコム
- オーデリック
- オーディオテクニ力
- オムコ北海道
- オムロンヘルスケア
- オリンパスイメージング
- オンキヨー
- カシオ計算機
- キャノンマーケティングジャパン
- ギリオン
- キング工業
- グロリア魔法瓶
- ケンウッドケネックス
- コイズミ照明
- 広電
- コロナ
- サン
- 燦坤日本電器
- サンダイヤ
- サンポット
- サンワサプライ
- JVCケンウッド
- シャープエレクトロニクスマーケテイング
- 泉州電業
- セントレードME
- 象印マホービン
- タイガー魔法瓶
- ダイキン空調北海道
- 大光電機
- ダイニチ工業
- 高須産業
- タカラスタンダード
- ツインバード（旧・ツインバード工業）
- テイチクエンタテインメント
- ディーアンドエムホールディングス（「DENON」ブランド。旧・デノンコンシューママーケティング）
- TOA
- DXアンテナ
- テルモ
- 東芝エルイーソリューション
- 東芝エルイートレーディング
- トヨトミ
- 日本アンテナ
- ノーリツ
- パイオニアマーケティング
- ハヤミエ産（「TAOC」・「HAMILEX」・「TIMEZ」ブランド）
- パロマ
- 日立コンシューマ・マーケティング
- ヒルコ
- ファミリーイナダ
- フジ医療器
- 富士通ゼネラル
- 富士フイルム
- プリモ
- ブルマン販売
- プロスペック
- ホシザキ北海道
- マキタ
- マスプロ電工
- 三菱電機住環境システムズ
- ユーイング（旧・森田電工）
- ユニペックス
- ユピテル
- LIXIL
- リズム時計工業
- リンナイ

## 取引系列電器店
- パナソニックショップ
- 日立チェーンストール
- 東芝ストアー
- 三菱電機ストアー
- ソニーショップ
- シャープフレンドショップ
- アトム電器

## 主な業務内容
主に地域電器店が所属する系列（取扱）メーカーが生産より撤退した分野の製品を（系列店所属メーカー以外の他社製品に振り替える形で）供給している。なお一般向けの販売活動は行っていない。